# 박시원 (1984년)
박시원(1984년 11월 15일 ~ )은 대한민국의 어린이 배우(1995년 첫 데뷔), 미스코리아 서울 출신 교수로 2007년과 2009년 미스코리아 서울 선(善)과 미(美)에 입상하였다. 2012년 대경대학교 방송MC과 전공교수로 임용되었다.

## 프로필
- 출생: 1984년 11월 15일
- 학력: 이화여자대학교 대학원 경영학과 MBA
- 취미: 승마, 동양화 그리기
- 특기: 구연동화, 플라멩고, 부채춤